# Agrotis castellana
Agrotis castellana là một loài bướm đêm trong họ Noctuidae.